# Hermsdorf Mühle

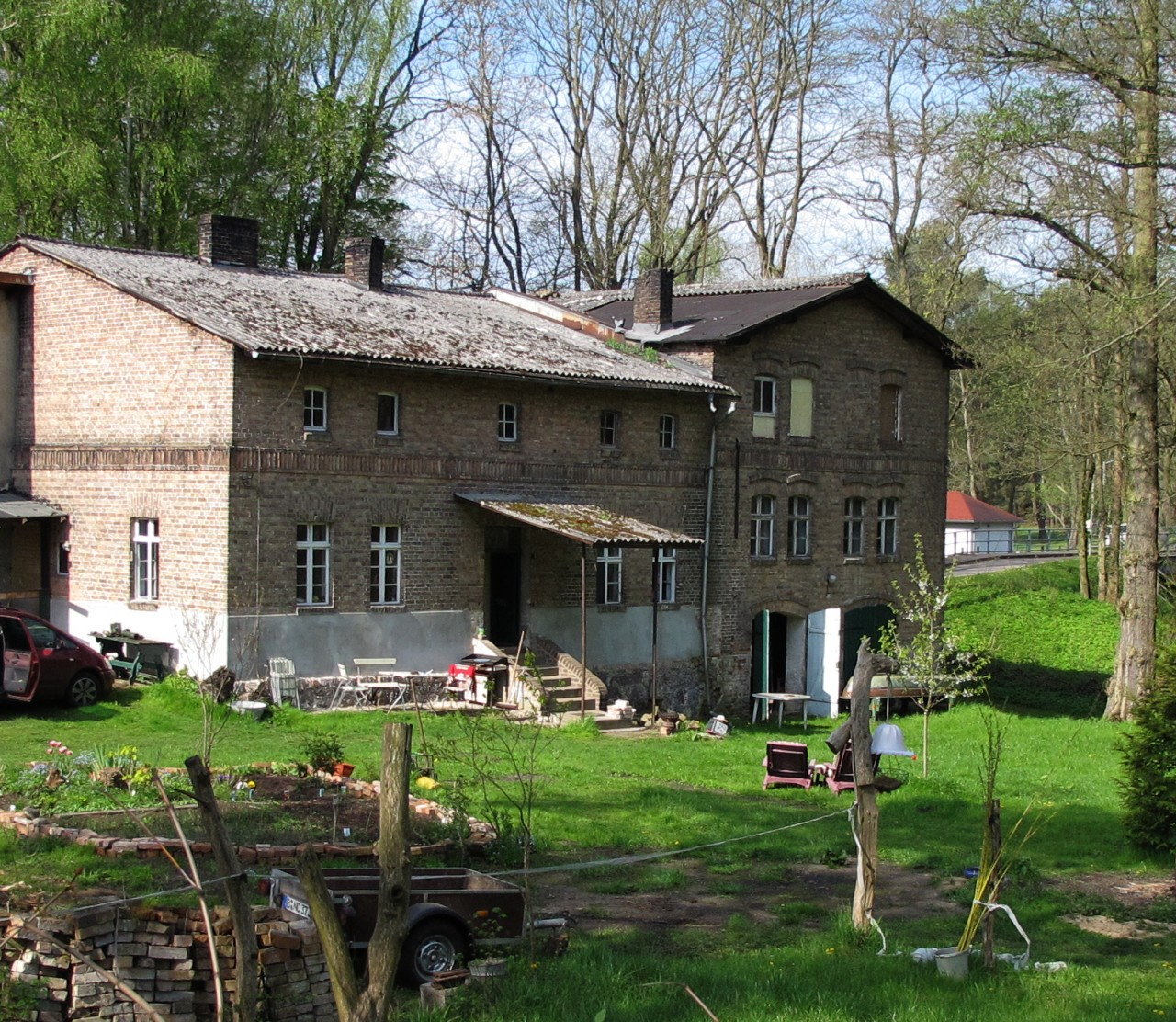
Hermsdorfer Mühle, Nordseite

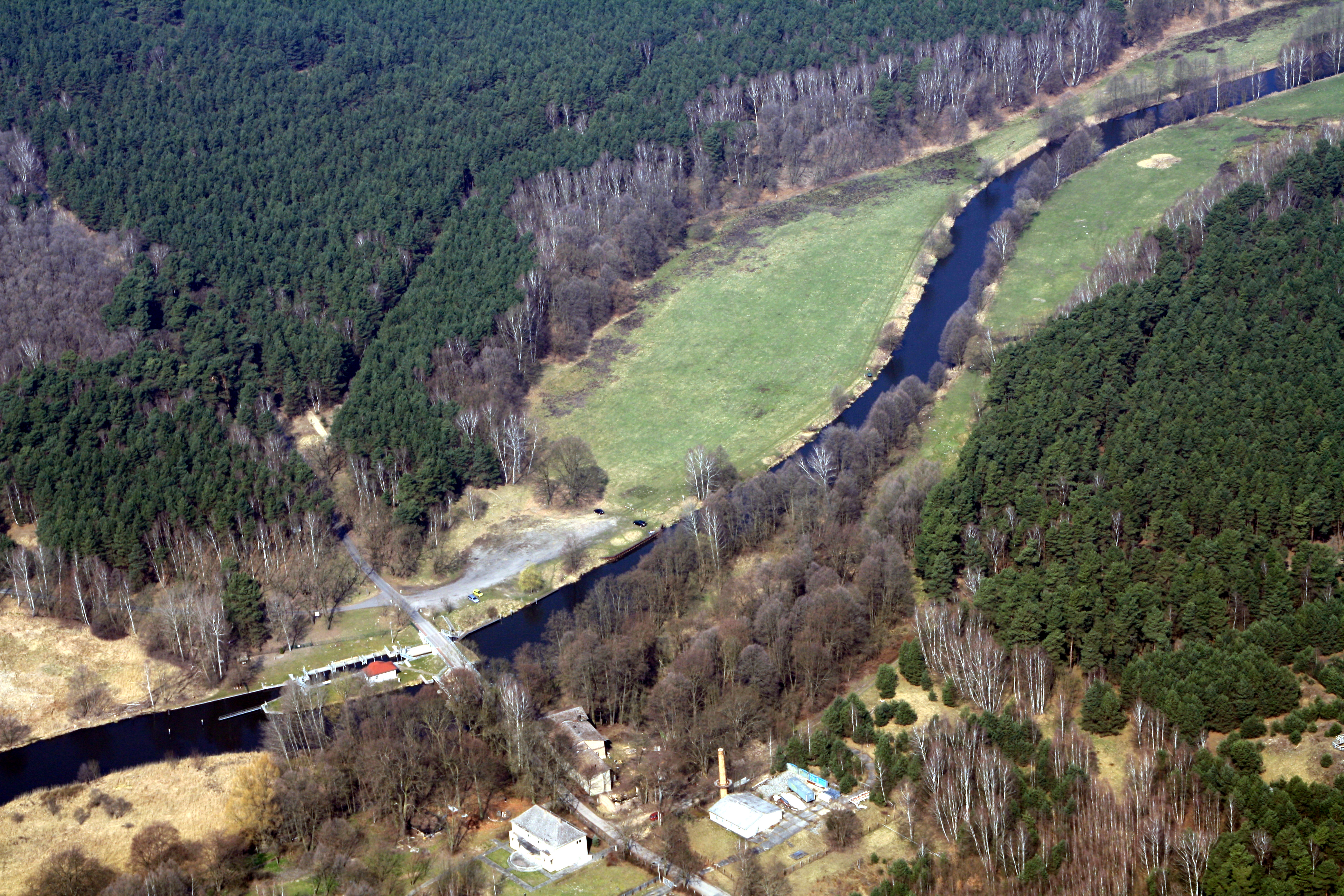
Luftbild mit dem Areal von Hermsdorf Mühle und der Hermsdorfer Schleuse

Hermsdorf Mühle (älter auch Große Hermsdorfer Mühle oder Großemühle) ist ein Gemeindeteil von Münchehofe im Landkreis Dahme-Spreewald (Brandenburg). Der Ort ging aus einer Wassermühle an der Dahme hervor, die 1518 erstmals urkundlich genannt ist. Die ehemalige Wassermühle ist eine der 18 historischen Wassermühlen an der Dahme. 1922 wurde hier ein Landschulheim gebaut. 1961 wurde dieses Gebäude vom Ministerium für Nationale Verteidigung übernommen und als Verwaltungsgebäude für ein nahe gelegenes militärisches Übungsgelände genutzt. Nur etwa 1300 Meter entfernt existierte zu DDR-Zeiten eine 70 ha große Bunkeranlage. Heute sind die ehemaligen Mühlengebäude und auch das ehemalige Landschulheim in Privatbesitz.

## Lage
Hermsdorf Mühle liegt 1,8 km westnordwestlich vom Ortskern von Hermsdorf und rund 4,8 km nordwestlich vom Ortskern von Münchehofe an der Dahme. Etwa 2,2 km südwestlich liegt der Wohnplatz Oberförsterei Hammer. Hermsdorf Mühle ist von Hermsdorf aus über den Mühlenweg oder von Klein Köris aus über eine kleine Verbindungsstraße zu erreichen. Derzeit (Mai 2021) ist die Brücke über die Dahme wegen Bauarbeiten an der Brücke gesperrt, so dass Hermsdorf Mühle nur über Hermsdorf zu erreichen ist. Hermsdorf Mühle liegt auf der Gemarkung von Hermsdorf. Auf der linken bzw. westlichen Flussseite befindet sich die Schleuse Hermsdorfer Mühle. 
Rund 1300 Meter östlich von Hermsdorf Mühle lag zu DDR-Zeiten eine 70 ha große Bunkeranlage.

## Geschichte
Die Wassermühle an der Dahme wurde bereits 1518 in einem Schriftstück erwähnt. 1518 belehnte Ulrich von Bieberstein den Nickel von Langen auf Münchehofe mit dem Dorf Münchehofe mit dem Rittersitz und mit dem Dorf Hermsdorf und der Mühle.
1566 mussten die Bewohner von Birkholz, Groß Eichholz, Hermsdorf und Münchehofe ihr Getreide in der Hermsdorfer Mühle mahlen lassen. Zuwiderhandlungen wurden mit fünf Taler Strafe geahndet. 1745 wurde die Hermsdorfer Mühle mit einem Gatter zum Sägen von Baumstämmen ausgerüstet. Vermutlich ist aber hier nicht die Große Hermsdorfer Mühle gemeint, sondern die Kleine Hermsdorfer Mühle, die wahrscheinlich immer Sägemühle war.
1775 gehörte zur Hermsdorfer Mühle auch ein landwirtschaftlicher Betrieb mit 47 Morgen Acker und 14 Morgen Wiese. 1794/99 mussten die Bewohner von Hermsdorf, Klein Köris und Streganz das Dahme-Fließ unterhalb der Hermsdorfer Mühle räumen. 1801 war die Hermsdorfer Mühle eine Wasser-, Mahl- und Schneidemühle, wobei hier nicht zwischen der Kleinen und Großen Hermsdorfer Mühle unterschieden wird.
1816 wurde an der Hermsdorfer Mühle von Mühlenmeister Johann Peter Strauch Zoll für das Durchschleusen von Holz erhoben. Strauch ist 1820 gestorben. Daraufhin wurde die Mühle auf Antrag eines Gläubigers gerichtlich subhastiert (verkauft). Der gerichtlich festgesetzte Kaufpreis betrug 12.388 Reichstaler 11 Groschen und 3 Pfennige: eine Wassermahl-, Schneide- und Graupenmühle nebst Zubehör an Gebäuden, Äckern, Gärten, Wiesen, Rechten und Gerechtigkeiten.
1826 wurde die Hermsdorfer Mühle erneut resubhastiert, das heißt erneut zum Verkauf ausgeschrieben, denn der Käufer Mühlenmeister Grasmey hatte die Kaufgelder nicht aufbringen können. Sie wurde erneut auf 12.388 Taler 11 Silbergroschen und 3 Pfennige taxiert. 1831 wurden die Abgaben an das Amt Münchehofe reguliert; um welche es sich handelte, ließ sich aus dem Regest nicht entnehmen.
1837 war der Königliche Oberamtmann Zier zu Trebatsch Besitzer der Hermsdorfer Wasser- und Grützmühle. Besitzer der Pechhütte in der Nähe der Kleinen Hermsdorfer Mühle waren 1837 Picher Kind und Valentin.
1839 war Carl Leopold Hilgenfeld Besitzer der Hermsdorfer Großen und Kleinen Mühle geworden. Er hatte 1824 Auguste geb. Leichardt geheiratet, eine Schwester des Entdeckers Ludwig Leichhardt. Sein Bruder Gottfried Hilgenfeld kaufte 1847 die Möllener Wassermühle bei Möllen. 1839 beantragte Hilgenfeld die Aufhebung der Verbindung der Kleinen Hermsdorfer Mühle mit der Großen Hermsdorfer Mühle. 1853 wurden die Reallasten des Besitzers der Wassermühle in Hermsdorf abgelöst. Berghaus erwähnt 1855 erneut die Floßschleuse an der Hermsdorfer Mühle. 1856 tauschte er eine Parzelle bei der Hermsdorfer Mühle gegen Forstland. Die Polizeigewalt über dem Wohnplatz Hermsdorf Mühle wurde 1857 an den jeweiligen Besitzer des Rittergutes Münchehofe übertragen. 1858 pachtete Carl Leopold Hilgenfeld die Teurower Wassermühle hinzu. Er ließ 1863 dort das Stauwehr erneuern.
1861 beschreiben Riehl und Scheu die (Große) Hermsdorfer Mühle als eine große mit amerikanischen Gängen gebaute Wassermühle nebst Geschlägen u. Schneidemühle, Besitzer Hilgendorf. Der Wohnplatz umfasste ein Wohngebäude und 6 Wirtschaftsgebäude, insgesamt wohnten 12 Personen dort. 1867 war Carl Leopold Hilgenfeld gestorben, und die Große und Kleine Hermsdorfer Mühle sowie einige weitere Grundstücke wurden verkauft. Unter den Grundstücken war auch eine 17 Morgen große Luchfläche bei der Großen Hermsdorfer Mühle.
Käufer der Großen Hermsdorfer Mühle war 1867 Paul Kampffmeyer, der auch die Teurower Wassermühle gepachtet hatte. 1876 verkaufte Mühlenmeister Kampfmeyer in Hermesmühle an die Hofkammer einige Parzellen in Klein Köris.
1884 wurde die Hermsdorfer Mühle vom Kreis Teltow aufgekauft. Der Plan war, die Mühle zu einem kleinen Wasserkraftwerk auszubauen und den Wasserstand zu regulieren. Der Mühlenbetrieb ging aber weiter.
In den Jahren 1904 bis 1911 wurde eine Staustufe bei der Hermsdorfer Mühle angelegt und eine (Beton-)Schleuse, die Hermsdorfer Schleuse, für Schiffe mit Finowmaß gebaut. In den 1920er Jahren wurde der Mühlenbetrieb eingestellt. Mit der Stilllegung der Mühle wurde dann das Landschulheim erbaut. Das Mühlengebäude wurde nun als Stützpunkt für Wassertouristen genutzt. 

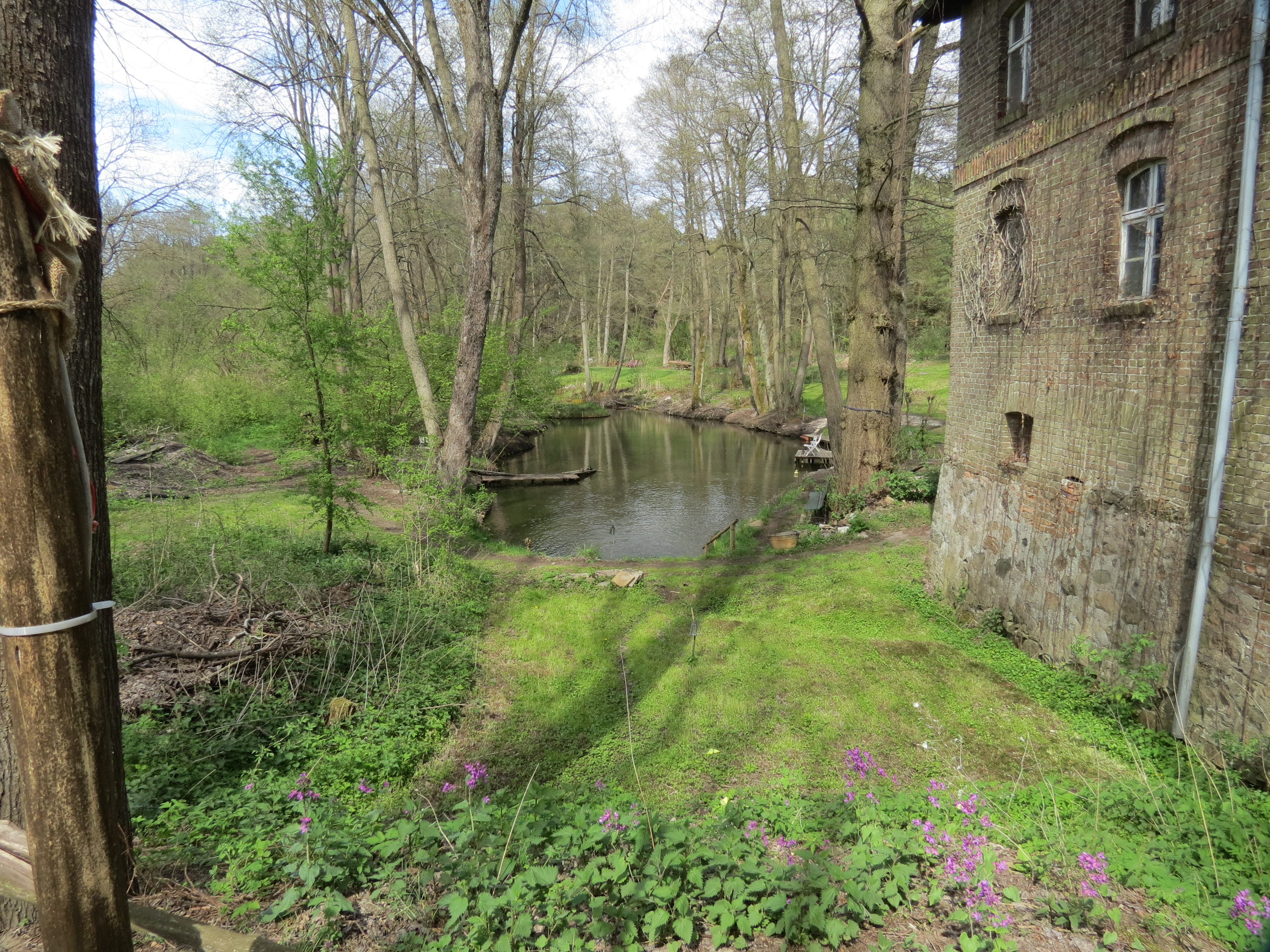
Westseite bzw. flussseitige Seite des Mühlengebäudes mit Unterwasser

## Mühlengebäude und wasserbauliche Anlagen
Das Mühlengebäude ist erhalten und wird heute als Wohnhaus genutzt. Das Gerinne ist noch gut kenntlich. Wasserrad und Radhaus sind aber verschwunden. In Juschus (2002) wird vermutet, dass das Gerinne und das Unterwasser der Mühle den ursprünglichen Dahmelauf darstellen. Das ist aber nach den Gemarkungsgrenzen nicht der Fall. Die Dahme bildete mit nur wenigen Ausnahmen historisch stets die Grenze zwischen der Herrschaft Storkow (später Beeskow-Storkowischer Kreis) und dem Teltowischen Kreis. Im Bereich von Hermsdorf Mühle fallen heutiger Dahmelauf und Grenze aber zusammen. Im Schmettauschen Kartenwerk und im Urmesstischblatt teilt sich die Dahme in einen östlichen Arm (Mühlkanal und Unterwasser) und einen westlichen Arm, das heutige Dahmebett. Es ist daher anzunehmen, dass der Mühlkanal und das Unterwasser künstlich angelegt wurden.

## Mühlenmeister und Besitzer (in der Übersicht)
- (1816) bis 1820 Johann Peter Strauch (†)[7][8]
- 1821 Gustav Schulze, Mühlenadministrator[23]
- 1826 Grasmey (konnte aber den Kaufpreis nicht aufbringen)[9]
- 1837 Oberamtmann Zier zu Trebatsch, Besitzer[11]
- 1839 Mühlenmeister Hilgenfeld[24]
- 1855 Mühlenmeister Carl Leopold Hilgenfeldt[25]
- 1876 Mühlenmeister Paul Kampfmeyer
- 1922 Mühlenbesitzer Kampfmeyer

## Das Landschulheim
Mit der Stilllegung der Mühle wurde das Mühlengebäude nun touristisch genutzt. 1922 entstand bei der Hermsdorfer Mühle mit Unterstützung der Zigarettenfirma von Josef Garbáty das Landschulheim Hermsdorfer Mühle. Hier sollten und konnten sich Kinder aus dem Berliner Stadtbezirk Kreuzberg erholen. Das Landschulheim wurde nach dem Pädagogen Johann Heinrich Pestalozzi benannt. 1941 wird es Städtisches Pestalozzi-Landschulheim genannt. Allerdings wurde es bereits 1934/35 von der Hitlerjugend als Ferien- und Schulungsheim genutzt. Gegen Kriegsende wurden Berliner Kinder hier vor den Bombenangriffen in Sicherheit gebracht. Im April 1945 während der Kesselschlacht von Halbe wurde das Landschulheim auch als Lazarett genutzt. Es brannte zu Ende der Kampfhandlungen bis auf die Grundmauern nieder. 

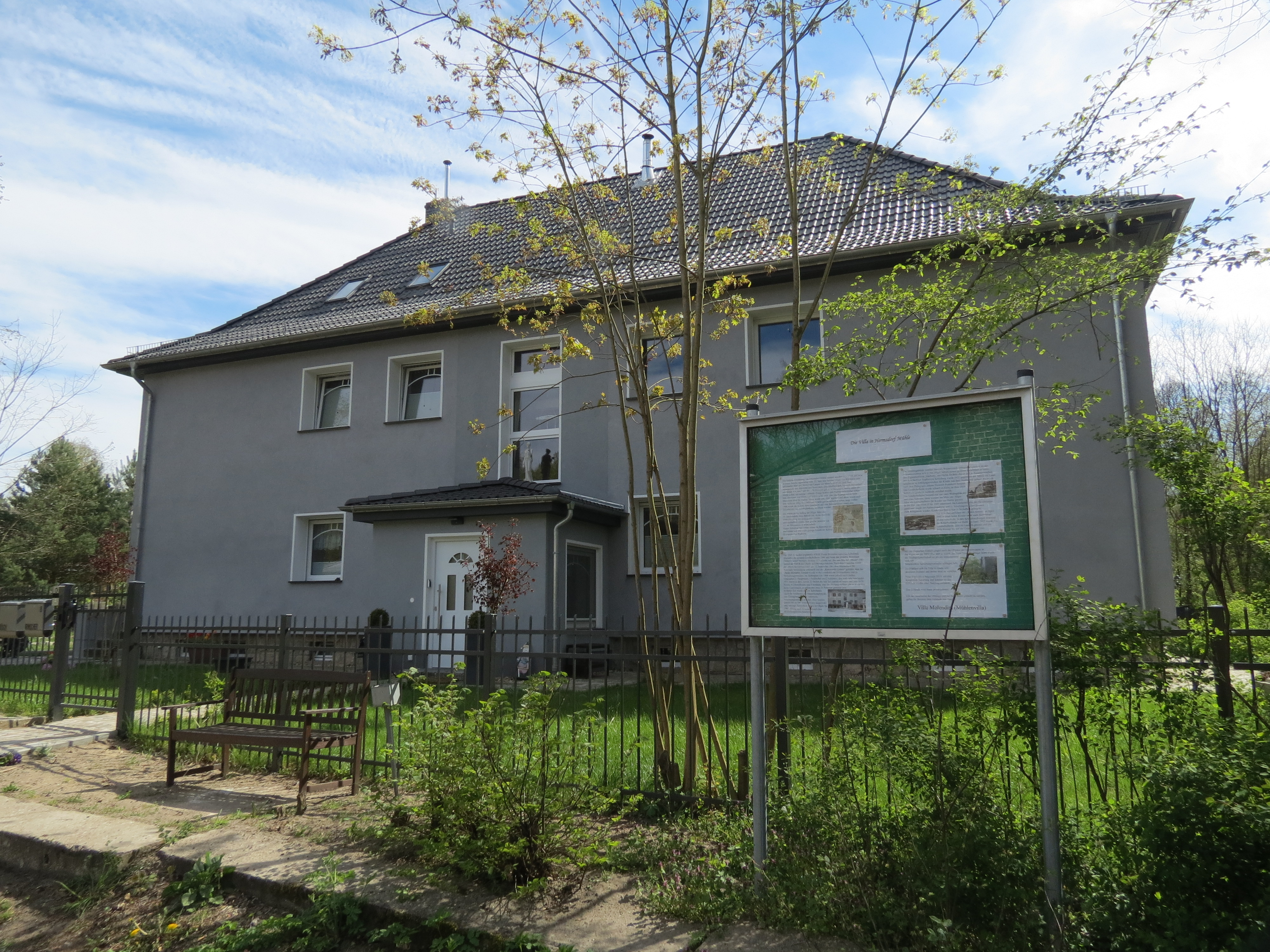
Villa Molendini

1948 wurde das Landschulheim vom Freien Deutschen Gewerkschaftsbund übernommen. Das zerstörte Wohnhaus wurde 1956 wieder aufgebaut. Schon 1961 übernahm das Ministerium für Nationale Verteidigung das Objekt. Das Haus diente nun als Verwaltungsgebäude des nahen Truppenübungsplatzes Streganz, auf dem Grenzsoldaten ausgebildet wurden.
Nach der Wende wurde das Objekt privatisiert. Mehrere Versuche einer Sanierung scheiterten. 2018 war das Gebäude in einem sehr schlechten Zustand und drohte zu zerfallen. Neue Eigentümer übernahmen 2019 das Objekt und sanierten das Gebäude. 
Seit Oktober 2020 war die Brücke über die Dahme gesperrt. Im April 2021 begannen schließlich die Sanierungsarbeiten.

## Tourismus und Freizeit
Der Dahmeradweg von Berlin-Köpenick bis zur Dahmequelle führt auch an Hermsdorf Mühle vorbei.

## Trivia
Die ehemaligen Bunkeranlagen der NVA in der Nähe der Hermsdorfer Mühle waren Drehorte des Films Valkyrie (2008).